# Parafia Matki Bożej Królowej Polski w Zwierzyńcu
Parafia Matki Bożej Królowej Polski w Zwierzyńcu – parafia należąca do dekanatu Szczebrzeszyn diecezji zamojsko-lubaczowskiej w Zwierzyńcu.
Została utworzona 24 kwietnia 1919 z parafii w Szczebrzeszynie. Kościół parafialny pw. Matki Bożej Królowej Polski w Zwierzyńcu wybudowany w latach 1978–1980, konsekrowany w 1980. Mieści się przy ulicy Zamojskiej.
Do parafii należą miejscowości: Bagno, Obrocz, Rudka, Sochy, Zwierzyniec.